# Джунусов Макай
Макай Джунусов (нар. 15 грудня 1905, аул № 6 (Каражар) Атбасарського повіту Акмолинської області, тепер Республіка Казахстан — 22 травня 1984, місто Алма-Ата, тепер Алмати, Республіка Казахстан) — радянський партійний діяч, в.о. 1-го секретаря Актюбинського обласного комітету КП(б) Казахстану. Депутат Верховної Ради СРСР 1-го скликання (1937—1938). 

## Біографія
Народився в селянській родині. З жовтня 1916 по квітень 1924 року наймитував у заможних баїв в Атбасарі. У 1920 році вступив до комсомолу. У 1923 році закінчив чотири класи початкової школи в місті Атбасарі Акмолинської області.
У квітні 1924 — січні 1925 року — діловод Петропавловської повітової прокуратури. У 1924 році був слухачем Петропавловських курсів з підготовки секретарів волосних виконавчих комітетів.
У січні 1925 — січні 1926 року — інструктор Петропавловського повітового комітету комсомолу (РКСМ), відповідальний секретар Бейнеткорського волосного комітету комсомолу Петропавловського повіту Акмолинської області Казакської АРСР.
У січні 1926 — червні 1927 року — слухач губернської школи радянського і партійного будівництва в місті Петропавловську.
Член ВКП(б) з вересня 1926 року.
У червні 1927 — березні 1928 року — відповідальний секретар Акмолинського повітового комітету ВЛКСМ Казакської АРСР.
У березні 1928 — червні 1929 року — завідувач організаційного відділу Петропавловського окружного комітету ВЛКСМ Казакської АРСР.
У червні 1929 — листопаді 1930 року — завідувач організаційного відділу Казахського крайового комітету ВЛКСМ в місті Алма-Аті.
У листопаді 1930 — липні 1931 року — секретар партійного комітету залізничного вузла станції Чу (Шу) Ташкентської залізниці. У липні 1931 — листопаді 1932 року — секретар партійного комітету залізничного вузла станції Ауліє-Ата (тепер — Тараз) Ташкентської залізниці. У 1932 році був слухачем Московських курсів партійного активу залізничного транспорту.
У листопаді 1932 — березні 1934 року — партійний організатор ЦК ВКП(б) Акмолинского району Омської залізниці.
У березні 1934 — квітні 1936 року — інспектор Політичного відділу Туркестано-Сибірської залізниці в місті Алма-Аті.
У квітні 1936 — жовтні 1937 року — начальник Політичного відділу Аягузського відділення Туркестано-Сибірської залізниці в Семипалатинській області.
У жовтні 1937 — травні 1938 року — в.о. 1-го секретаря Актюбинського обласного комітету КП(б) Казахстану. Входив до складу особливої трійки, створеної за наказом НКВС СРСР від 30 липня 1937 року, брав активну участь у сталінських репресіях.
Заарештований 29 червня 1938 року органами НКВС Казахської РСР. Виключений з членів ВКП(б) у липні 1938. Засуджений Особливою нарадою при НКВС СРСР 26 жовтня 1940 року за статтями 58-2, 58-11 КК РРФСР до 8 років виправно-трудових таборів. До грудня 1940 року перебував у в'язниці міста Алма-Ати. У січні 1941 — березні 1947 року — в'язень виправно-трудового табору в селі Талаги Архангельської області.
У квітні 1947 — грудні 1948 року — комендант господарського поїзду дорожнього тресту Туркестано-Сибірської залізниці в Алма-Аті.
Повторно заарештований 18 грудня 1948 року. До липня 1949 року перебував у в'язниці міста Алма-Ати. Засуджений Особливою нарадою при МДБ СРСР 20 квітня 1949 року за статтями 58-2, 58-11 КК РРФСР до спецпоселення. До березня 1955 року проживав на поселенні, працював з липня 1949 по квітень 1953 року візником ліспромгоспу, а з квітня 1953 по березень 1955 року — візником хімлісгоспу села Явлєво Тасєєвського району Красноярського краю. Реабілітований 5 листопада 1954 року, потім поновлений в КПРС.
З березня по липень 1955 року проживав у селі Тастак Алма-Атинської області. У липні — вересні 1955 року — працівник контори тресту «Турксибтрансбуд» в Алма-Аті. У вересні 1955 — квітні 1956 року — заступник начальника 6-ї Лепсинської дистанції шляху Ташкентської залізниці по політичній частині в Талди-Курганській області.
У квітні — червні 1956 року — комірник відділу будтехпостачання тресту «Турксибтрансбуд» в Алма-Аті. У червні 1956 — жовтні 1957 року — інспектор відділу кадрів, у жовтні 1957 — червні 1958 року — помічник начальника дільниці з кадрів і побуту, в червні 1958 — лютому 1960 року — інспектор з кадрів 2-ї будівельної дільниці тресту «Турксибтрансбуд» в Алма-Аті.
У лютому 1960 — липні 1961 року — начальник відділу кадрів Алма-Атинського заводу залізобетонних конструкцій.
З липня 1961 року — на пенсії. Обирався секретарем організації КП Казахстану Алма-Атинського заводу залізобетонних конструкцій № 3.
З листопада 1967 року — персональний пенсіонер союзного значення в Алма-Аті.
Реабілітований 16 квітня 1997 року Генеральною прокуратурою Республіки Казахстан (Закон РК від 14.04.1993).